# Ulica Wojska Polskiego w Zamościu
Ulica Wojska Polskiego – jedna z głównych ulic Zamościa, która jest jednojezdniowa i stanowi połączenie centrum miasta z drogą wylotową na północ, w kierunku Chełma (DW843).

## Historia
Ulicę tę wytyczono w latach 20. XIX wieku jako drogę łączącą Zamość ze Skierbieszowem. Powstała ona wraz z ówczesnym przedmieściem Majdanek (nazwa wzięta od pobliskiego Majdanu, dzisiejszego osiedla miejskiego), w którym osiedlali się mieszkańcy Przedmieścia Lubelskiego (zlikwidowanego podczas przebudowy Twierdzy Zamość) wzdłuż tej właśnie ulicy. W 1849 roku były tu 82 domy, jakie stanowiły nowo powstałe przedmieście.

### Nazwa
Ulica ta była nazywana Majdankiem (podobnie jak powstałe tu przedmieście), której nazwy używano jeszcze w latach 20. XX wieku. Później jako ul. Powiatowa, a w latach 1963–1990 jako al. Ludowego Wojska Polskiego. Od 1990 roku ulica przemianowana z alei na ulicę i bez wyrazu "Ludowego".

## Obecnie
Obecnie ulica ciągnie się głównie przy osiedlach jednorodzinnych (po północnej stronie) i mniejszym  wielorodzinnym (bloki) oraz przy Koszarach (teren wojskowy, od południa). W jej pobliżu znajdują się także obiekty przemysłowe, m.in. wytwórnia pasz położona na terenie przyległego do ulicy Os. Kilińskiego, którego fragment stanowi dzielnicę przemysłową miasta. Umożliwia także połączenie ul. J. Piłsudskiego z Obwodnicą Hetmańską.